# Arondismentul Chalon-sur-Saône
Arondismentul Chalon-sur-Saône (în franceză Arrondissement de Chalon-sur-Saône) este un arondisment din departamentul Saône-et-Loire, regiunea Bourgogne, Franța.

## Subdiviziuni

### Cantoane
- Cantonul Buxy
- Cantonul Chagny
- Cantonul Chalon-sur-Saône-Centre
- Cantonul Chalon-sur-Saône-Nord
- Cantonul Chalon-sur-Saône-Ouest
- Cantonul Chalon-sur-Saône-Sud
- Cantonul Givry
- Cantonul Montceau-les-Mines-Nord
- Cantonul Montceau-les-Mines-Sud
- Cantonul Montchanin
- Cantonul Mont-Saint-Vincent
- Cantonul Saint-Germain-du-Plain
- Cantonul Saint-Martin-en-Bresse
- Cantonul Sennecey-le-Grand
- Cantonul Verdun-sur-le-Doubs

### Comune
| 1. L'Abergement-Sainte-Colombe (71002)  | 2. Allerey-sur-Saône (71003)           | 3. Allériot (71004)                    | 4. Aluze (71005)                      |
| 5. Barizey (71019)                      | 6. Baudrières (71023)                  | 7. Beaumont-sur-Grosne (71026)         | 8. Bey (71033)                        |
| 9. Bissey-sous-Cruchaud (71034)         | 10. Bissy-sur-Fley (71037)             | 11. Les Bordes (71043)                 | 12. Bouzeron (71051)                  |
| 13. Boyer (71052)                       | 14. Bragny-sur-Saône (71054)           | 15. Bresse-sur-Grosne (71058)          | 16. Buxy (71070)                      |
| 17. Cersot (71072)                      | 18. Chagny (71073)                     | 19. Chalon-sur-Saône (71076)           | 20. Chamilly (71078)                  |
| 21. Champagny-sous-Uxelles (71080)      | 22. Champforgeuil (71081)              | 23. La Chapelle-de-Bragny (71089)      | 24. La Charmée (71102)                |
| 25. Charnay-lès-Chalon (71104)          | 26. Charrecey (71107)                  | 27. Chassey-le-Camp (71109)            | 28. Chaudenay (71119)                 |
| 29. Chenôves (71124)                    | 30. Châtel-Moron (71115)               | 31. Châtenoy-en-Bresse (71117)         | 32. Châtenoy-le-Royal (71118)         |
| 33. Ciel (71131)                        | 34. Clux (71138)                       | 35. Crissey (71154)                    | 36. Culles-les-Roches (71159)         |
| 37. Damerey (71167)                     | 38. Demigny (71170)                    | 39. Dennevy (71171)                    | 40. Dracy-le-Fort (71182)             |
| 41. Farges-lès-Chalon (71194)           | 42. Fley (71201)                       | 43. Fontaines (71202)                  | 44. Fragnes (71204)                   |
| 45. Genouilly (71214)                   | 46. Gergy (71215)                      | 47. Germagny (71216)                   | 48. Gigny-sur-Saône (71219)           |
| 49. Givry (71221)                       | 50. Gourdon (71222)                    | 51. Granges (71225)                    | 52. Guerfand (71228)                  |
| 53. Jambles (71241)                     | 54. Jugy (71245)                       | 55. Jully-lès-Buxy (71247)             | 56. Laives (71249)                    |
| 57. Lalheue (71252)                     | 58. Lans (71253)                       | 59. Lessard-en-Bresse (71256)          | 60. Lessard-le-National (71257)       |
| 61. Longepierre (71262)                 | 62. La Loyère (71265)                  | 63. Lux (71269)                        | 64. Mancey (71274)                    |
| 65. Marcilly-lès-Buxy (71277)           | 66. Marigny (71278)                    | 67. Marnay (71283)                     | 68. Mary (71286)                      |
| 69. Mellecey (71292)                    | 70. Mercurey (71294)                   | 71. Messey-sur-Grosne (71296)          | 72. Mont-Saint-Vincent (71320)        |
| 73. Mont-lès-Seurre (71315)             | 74. Montagny-lès-Buxy (71302)          | 75. Montceau-les-Mines (71306)         | 76. Montceaux-Ragny (71308)           |
| 77. Montchanin (71310)                  | 78. Montcoy (71312)                    | 79. Morey (71321)                      | 80. Moroges (71324)                   |
| 81. Nanton (71328)                      | 82. Navilly (71329)                    | 83. Oslon (71333)                      | 84. Ouroux-sur-Saône (71336)          |
| 85. Palleau (71341)                     | 86. Pontoux (71355)                    | 87. Le Puley (71363)                   | 88. Remigny (71369)                   |
| 89. Rosey (71374)                       | 90. Rully (71378)                      | 91. Saint-Ambreuil (71384)             | 92. Saint-Boil (71392)                |
| 93. Saint-Bérain-sur-Dheune (71391)     | 94. Saint-Christophe-en-Bresse (71398) | 95. Saint-Clément-sur-Guye (71400)     | 96. Saint-Cyr (71402)                 |
| 97. Saint-Denis-de-Vaux (71403)         | 98. Saint-Didier-en-Bresse (71405)     | 99. Saint-Désert (71404)               | 100. Saint-Eusèbe (71412)             |
| 101. Saint-Germain-du-Plain (71420)     | 102. Saint-Germain-lès-Buxy (71422)    | 103. Saint-Gervais-en-Vallière (71423) | 104. Saint-Gilles (71425)             |
| 105. Saint-Jean-de-Vaux (71430)         | 106. Saint-Julien-sur-Dheune (71435)   | 107. Saint-Laurent-d'Andenay (71436)   | 108. Saint-Loup-Géanges (71443)       |
| 109. Saint-Loup-de-Varennes (71444)     | 110. Saint-Léger-sur-Dheune (71442)    | 111. Saint-Marcel (71445)              | 112. Saint-Mard-de-Vaux (71447)       |
| 113. Saint-Martin-d'Auxy (71449)        | 114. Saint-Martin-du-Tartre (71455)    | 115. Saint-Martin-en-Bresse (71456)    | 116. Saint-Martin-en-Gâtinois (71457) |
| 117. Saint-Martin-sous-Montaigu (71459) | 118. Saint-Maurice-des-Champs (71461)  | 119. Saint-Maurice-en-Rivière (71462)  | 120. Saint-Micaud (71465)             |
| 121. Saint-Privé (71471)                | 122. Saint-Romain-sous-Gourdon (71477) | 123. Saint-Rémy (71475)                | 124. Saint-Vallerin (71485)           |
| 125. Saint-Vallier (71486)              | 126. Sainte-Hélène (71426)             | 127. Santilly (71498)                  | 128. Sassangy (71501)                 |
| 129. Sassenay (71502)                   | 130. Saules (71503)                    | 131. Saunières (71504)                 | 132. Savianges (71505)                |
| 133. Sennecey-le-Grand (71512)          | 134. Sercy (71515)                     | 135. Sermesse (71517)                  | 136. Sevrey (71520)                   |
| 137. Toutenant (71544)                  | 138. Tronchy (71548)                   | 139. Varennes-le-Grand (71555)         | 140. Vaux-en-Pré (71563)              |
| 141. Verdun-sur-le-Doubs (71566)        | 142. Verjux (71570)                    | 143. Vers (71572)                      | 144. Villegaudin (71577)              |
| 145. La Villeneuve (71578)              | 146. Villeneuve-en-Montagne (71579)    | 147. Virey-le-Grand (71585)            | 148. Écuelles (71186)                 |
| 149. Écuisses (71187)                   | 150. Épervans (71189)                  | 151. Étrigny (71193)                   |                                       |